# Paul Ruto
Paul Ruto (3 novembre 1960) è un ex mezzofondista keniota, specializzato negli 800 metri piani, disciplina di cui è stato campione mondiale a Stoccarda 1993.

## Palmarès
| Anno | Manifestazione      | Sede      | Evento      | Risultato | Prestazione | Note                          |
| ---- | ------------------- | --------- | ----------- | --------- | ----------- | ----------------------------- |
| 1993 | Mondiali indoor     | Toronto   | 800 m piani | Batteria  | 1'50"94     | Miglior prestazione personale |
| 1993 | Campionati africani | Durban    | 800 m piani | Argento   | 1'45"99     |                               |
| 1993 | Mondiali            | Stoccarda | 800 m piani | Oro       | 1'44"71     |                               |